# .tn
.tn è il dominio di primo livello nazionale assegnato alla Tunisia.
Nel 2010 ICANN ha approvato il dominio internazionalizzato تونس. (xn--pgbs0dh).

## Domini di secondo livello
Sono disponibili i seguenti domini di secondo livello:
- .gov.tn
- .edunet.tn
- .rnrt.tn
- .rns.tn
- .rnu.tn
- .turen.tn
- .agrinet.tn
- .defense.tn
- .com.tn
- .intl.tn
- .org.tn
- .ind.tn
- .nat.tn
- .tourism.tn
- .info.tn
- .ens.tn
- .fin.tn
- .net.tn
- .perso.tn